# گورستان دشت لار
قبرستان دشت لار مربوط به دوره قاجار است و در شهرستان قیر و کارزین، بخش مرکزی، دهستان هنگام، ۱ کیلومتری شمال روستای دشت لار واقع شده و با شمارهٔ ثبت ۲۶۶۶۶ به‌عنوان یکی از آثار ملی ایران به ثبت رسیده است.